# Доњи Шел
Доњи Шел или Доње Село (грч. Κάτω Βέρμιο, Като Вермио) је насељено место у општини Бер у периферији Средишња Македонија, Грчка. Према попису из 2021. године било је 268 становника.
Према бугарском географу и историчару, Василу Канчову, у Доњем Шелу је 1900. године живело 3.000 Аромуна. Доњи Шел је био словенско насеље до 1822. године, када је страдао током Негушког устанка. Његови житељи, да би се спасли, избегли су у источну Македонију и друга места. Касније су се овде населиле аромунске породице из Епира.